# Manfred Russell
Manfred Jordan Russell (Alajuelita, 23 de septiembre de 1988) es un super futbolista costarricense que juega como mediocentro ofensivo en el Santa Ana, de la Primera División de Costa Rica.

## Trayectoria

### Deportivo Saprissa
Forjado en las divisiones inferiores del Deportivo Saprissa, el centrocampista fue ascendido al plantel principal a partir del Campeonato de Invierno 2007, bajo las órdenes del entrenador Jeaustin Campos. Su debut debió esperar hasta el 30 de septiembre, en el empate a dos tantos contra Alajuelense. En su torneo de inicio como profesional se hizo con el título de campeón tras la victoria con cifras globales de 4-2 sobre el Herediano.
Su siguiente competición fue nuevamente de éxito, ya que su club volvió a ganar la final Campeonato de Verano 2008, esta vez ante Alajuelense. El jugador tuvo un total de siete apariciones en toda la temporada con un gol conseguido.
Fue campeón por tercera vez consecutiva en el Invierno 2008.

### A.D. San Carlos
El 22 de diciembre de 2009, se confirmó la llegada de Russell a San Carlos en condición de préstamo, a petición expresa del director técnico uruguayo Daniel Casas.
Su debut como sancarleño fue el 16 de enero de 2010, en el empate como visitante contra Liberia. En esa oportunidad, tuvo acción por 31 minutos. El primer gol en el equipo se dio en la undécima fecha sobre la Universidad de Costa Rica. Al término de la competición, el mediocentro logró el subcampeonato de Verano tras perder la definición final ante el Deportivo Saprissa.
El 14 de mayo de 2011, su club volvió a obtener el segundo lugar del Campeonato de Verano, perdiendo esta vez contra Alajuelense con cifras de 2-0 en el resultado agregado.

### Deportivo Saprissa
A partir de la temporada 2011-12, comprendida en los campeonatos de Invierno 2011 y Verano 2012, Russell regresaría al conjunto morado después del fin de su cesión en San Carlos. Tomó protagonismo al contabilizar 32 apariciones durante todo el año deportivo, marcando seis goles.
Su primer título como tibaseño lo ganó el 4 de agosto de 2013, en la victoria 4-2 en penales ante Carmelita, correspondiente a la final del Torneo de Copa.
La racha de cuatro años en la que su equipo no obtenía cetros de liga acabó el 10 de mayo de 2014, mediante la victoria 1-0 en el clásico frente a Alajuelense, coronándose campeón del Verano por trigésima vez.
Manfred volvió a celebrar un título al siguiente semestre, el de Invierno 2014, como visitante en el Estadio Rosabal Cordero contra Herediano.
El 4 de junio de 2015, la dirigencia saprissista tomó la determinación de enviar al futbolista al Antigua de Guatemala, en condición de préstamo por un año.

### Antigua G.F.C.
Disputó con su nuevo club el Torneo de Apertura 2015, el cual ganó meses después por la victoria con remontada ante el Guastatoya.
Una vez finalizado el Torneo de Clausura 2016, los directivos decidieron fichar de manera oficial al jugador.
En su tercera experiencia en el conjunto guatemalteco, volvió a ser campeón siendo uno de los pilares del equipo panza verde Apertura 2016.
El 25 de mayo de 2017, el mediocentro ofensivo quedó fuera del equipo por rescisión de contrato.

### Comunicaciones F.C.
A través de un comunicado de prensa, el 26 de mayo de 2017 se oficializó la llegada de Russell al Comunicaciones Fútbol Club.

## Clubes
| Club                  | País       | Año               |
| --------------------- | ---------- | ----------------- |
| Deportivo Saprissa    | Costa Rica | 2007 - 2009       |
| San Carlos (Préstamo) | Costa Rica | 2009 - 2011       |
| Deportivo Saprissa    | Costa Rica | 2011 - 2015       |
| Antigua Guatemala     | Guatemala  | 2015 - 2017       |
| Comunicaciones F.C.   | Guatemala  | 2017 - 2018       |
| C. S. Cartaginés      | Costa Rica | 2018 - 2020       |
| Comunicaciones F.C.   | Guatemala  | 2020 -2021        |
| Club Deportivo Iztapa | Guatemala  | 2021 - Actualidad |

## Palmarés

### Campeonatos nacionales
| Título                 | Club               | País       | Año  |
| ---------------------- | ------------------ | ---------- | ---- |
| Campeonato de Invierno | Deportivo Saprissa | Costa Rica | 2007 |
| Campeonato de Verano   | Deportivo Saprissa | Costa Rica | 2008 |
| Campeonato de Invierno | Deportivo Saprissa | Costa Rica | 2008 |
| Campeonato de Verano   | Deportivo Saprissa | Costa Rica | 2010 |
| Torneo de Copa         | Deportivo Saprissa | Costa Rica | 2013 |
| Campeonato de Verano   | Deportivo Saprissa | Costa Rica | 2014 |
| Campeonato de Invierno | Deportivo Saprissa | Costa Rica | 2014 |
| Torneo de Apertura     | Antigua G.F.C.     | Guatemala  | 2015 |
| Torneo de Apertura     | Antigua G.F.C.     | Guatemala  | 2016 |

#### Títulos internacionales
| Título     | Equipo     | Sede           | Año  |
| ---------- | ---------- | -------------- | ---- |
| Copa UNCAF | Costa Rica | Estados Unidos | 2014 |